# Перрівілл (Арканзас)
Перрівілл (англ. Perryville) — місто (англ. city) в США, в окрузі Перрі штату Арканзас. Населення — 1373 особи (2020).

## Географія
Перрівілл розташований за координатами 35°0′44″ пн. ш. 92°48′10″ зх. д. / 35.01222° пн. ш. 92.80278° зх. д. (35.012221, -92.802848).  За даними Бюро перепису населення США в 2010 році місто мало площу 11,01 км², уся площа — суходіл.

## Демографія
Згідно з переписом 2010 року, у місті мешкало 1460 осіб у 568 домогосподарствах у складі 388 родин. Густота населення становила 133 особи/км².  Було 627 помешкань (57/км²). 
Расовий склад населення:
| - 96,9 % — білих - 0,5 % — корінних американців - 0,2 % — чорних або афроамериканців - 0,1 % — азіатів |

До двох чи більше рас належало 1,8 %. Іспаномовні складали 1,7 % від усіх жителів.
За віковим діапазоном населення розподілялося таким чином: 25,9 % — особи молодші 18 років, 55,5 % — особи у віці 18—64 років, 18,6 % — особи у віці 65 років та старші. Медіана віку мешканця становила 37,4 року. На 100 осіб жіночої статі у місті припадало 82,0 чоловіків;  на 100 жінок у віці від 18 років та старших — 80,0 чоловіків також старших 18 років.
Середній дохід на одне домашнє господарство  становив 47 352 долари США (медіана — 37 137), а середній дохід на одну сім'ю — 58 444 долари (медіана — 47 917). Медіана доходів становила 33 333 долари для чоловіків та 27 575 доларів для жінок. За межею бідності перебувало 14,0 % осіб, у тому числі 13,6 % дітей у віці до 18 років та 16,1 % осіб у віці 65 років та старших.
Цивільне працевлаштоване населення становило 634 особи. Основні галузі зайнятості: освіта, охорона здоров'я та соціальна допомога — 29,7 %, будівництво — 16,4 %, оптова торгівля — 8,5 %, виробництво — 8,5 %.